# Phoxichilidium tuberungum
Phoxichilidium tuberungum is een zeespin uit de familie Phoxichilidiidae. De soort behoort tot het geslacht Phoxichilidium. Phoxichilidium tuberungum werd in 2006 voor het eerst wetenschappelijk beschreven door Turpaeva. 